# Rob Pearlstein
Rob Pearlstein (* 20. Jahrhundert) ist ein Filmproduzent, Filmregisseur und Drehbuchautor.

## Karriere
Rob Pearlsteins Karriere als Regisseur begann im Jahr 2004 mit seinem Kurzfilm Our Time Is Up. Für diesen Film erhielt er bei der Oscarverleihung 2006 eine Nominierung in der Kategorie „Bester Kurzfilm“. Im Anschluss schrieb er für je eine Episode das Drehbuch für die Fernsehserien The Inside und Medium – Nichts bleibt verborgen. Im Jahr 2014 erschien sein Film Verrückt nach Barry, bei dem unter anderem Damon Wayans, Jr. und Lucy Punch vor der Kamera standen. Im gleichen Jahr wirkte er bei der CBS-Fernsehserie Scorpion als Drehbuchautor und in verschiedenen Positionen bei der Produktion mit.

## Filmografie (Auswahl)
- 2004: Our Time Is Up (Kurzfilm)
- 2005: The Inside (Fernsehserie, Episode 1x03 Pre-Filer)
- 2006: Medium – Nichts bleibt verborgen (Medium, Fernsehserie, Episode 2x18 S.O.S)
- 2014: Verrückt nach Barry (Someone Marry Barry)
- seit 2014: Scorpion (Fernsehserie)